# Josef Keller (Politiker, 1947)
Josef Keller (* 7. Dezember 1947, heimatberechtigt in Eschenz) ist ein Schweizer Politiker (CVP).

## Leben
Keller besuchte die Primarschule in Massagno TI und St. Margrethen SG, bevor er ans Gymnasium in Appenzell wechselte. Danach absolvierte er ein juristisches Studium an der Universität Fribourg und erreichte im Jahr 1972 das Lizentiat und im Jahr 1976 das Doktorat.
Seine politische Laufbahn begann gewissermassen im Jahr 1976, als er Departementssekretär des kantonalen Justiz- und Polizeidepartements wurde. Bis 1988 übte er dieses Amt aus, bis er in diesem Jahr Gemeindepräsident von Jona wurde. 1996 bis 2000 war er Mitglied des Kantonsrates. Ab dem 1. Juli 2000 war er Regierungsrat des Kantons St. Gallen und dort Vorsteher des Volkswirtschaftsdepartementes. Vom 1. Juni 2004 bis 31. Mai 2005 und 2009/2010 war er Regierungspräsident. 2004 bis 2008 präsidierte er die Konferenz der kantonalen Volkswirtschaftsdirektoren. Ende März 2011 trat Josef Keller von seinem Amt als Regierungsrat und Vorsteher des Volkswirtschaftsdepartements zurück. Sein Nachfolger in der Regierung des Kantons St. Gallen wurde Benedikt Würth.
Keller war bis 2013 bis 2017 Präsident des Verwaltungsrates der Pizolbahnen AG und Mitglied des Verwaltungsrates der Bus Ostschweiz AG.
Keller lebt in Rapperswil-Jona. Er ist verheiratet und hat drei Kinder.